# Werner Barth (Fußballspieler)
Werner Barth (* 19. Januar 1925) ist ein ehemaliger deutscher Fußballspieler.

## Sportlicher Werdegang
Nach Wiederaufnahme des Spielbetriebs nach Ende des Zweiten Weltkriegs gehörte Barth zum Spielerkreis des 1. FSV Mainz 05. Mit dem Klub trat er in der Nordgruppe der in der französischen Besatzungszone geschaffenen Oberliga Südwest an, die anfangs aufgrund der geografischen Trennung in zwei getrennten Gruppen ausgespielt wurde. Ab April 1946 lief er dort regelmäßig als Offensivspieler auf, in der Spielzeit 1945/46 erzielte er dabei in neun Spielen fünf Tore. Dennoch belegte er mit der von Spielertrainer Helmut Schneider betreuten Mannschaft um Gerd Higi, Heinrich Decker und Josef Amadori nur den letzten Tabellenplatz. Ohne Abstiegsregelung blieb der Klub jedoch erstklassig und überstand auch nach dem Abbruch der folgenden Saison aufgrund einer potenziellen Neugliederung des Spielbetriebs vor dem Hintergrund der politischen Diskussionen um die Zukunft des Saarlands die folgende Qualifikationsrunde mit Siegen gegen TSV Rhenania Rheindürkheim und den Mainzer Stadtteilklub SG Gonsenheim in der höchsten Spielklasse. Dabei trat er in beiden Spielen als Torschütze in Erscheinung, insbesondere beim 3:2-Erfolg nach Verlämngerung über den Stadtrivalen avancierte er zum Helden, als er in der 109. Spielminute auf Vorlage Anton Murtas’ den spielentscheidenden Treffer erzielte.
Nachdem Barth in der Spielzeit 1947/48 ohne Spieleinsatz geblieben war, rückte er unter dem neuen Trainer Rudolf Heitz in der Spielzeit 1948/49 auf die defensivere Position des Außenläufers. Als Stammspieler bestritt er in dieser sowie der folgenden Spielzeit alle Saisonspiele, die Mainzer platzierten sich dabei jeweils im Mittelfeld der Tabelle.
1950 wechselte Barth nach 77 Erstligaspielen und 18 dabei für die 05er erzielten Treffern zum SV Darmstadt 98, der in die Oberliga Süd aufgestiegen war. Für den Liganeuling bestritt er in der Spielzeit 1950/51 alle 34 Saisonspiele und erzielte dabei drei Tore, der Klub verpasste jedoch auf dem viertletzten Tabellenplatz im Endklassement liegend den Klassenerhalt. Bis 1958 lief er für den Klub anschließend noch in der II. Division Süd auf, ehe er seine aktive Laufbahn beendete.